# Gadstrup
Gadstrup er en stationsby på Østsjælland med 2.015 indbyggere  (2024), beliggende i Gadstrup Sogn. Byen ligger i Roskilde Kommune og tilhører Region Sjælland.
Byen ligger på jernbanestrækningen Lille Syd sydøst for Roskilde og rummer bl.a. en skole, Dagli'Brugsen, postbutik, fritidscenter, samt Gadstrup Fritids- og Ungdomsklub.
Gadstrup har også adskillige foreninger og frivillige organisationer, såsom FDF, spejdere, Gadstrup Idrætsforening, Gadstrup Motion , GIFs Venner og lignende.
Før 2007 var Gadstrup næststørste by i den tidligere Ramsø Kommune.